# Comptes Rendus Biologies
Comptes Rendus Biologies (abrégé en C. R. Biol.) est une revue scientifique à comité de lecture. Ce journal mensuel présente des articles originaux dans tous les domaines de la biologie. D'après le Journal Citation Reports, le facteur d'impact de ce journal était de 1,712 en 2009. Actuellement, les directeurs de publications sont Jean Rosa et Stuart Edelstein.
Depuis le 1er janvier 2020, cette revue n’accepte plus de soumission d’articles spontanés. Le site de la revue (https://comptes-rendus.academie-sciences.fr/biologies/page/politique-revue_fr/) précise que "seuls les articles sollicités par le comité éditorial seront publiés", ce qui contrevient au principe d'universalisme d'accès d'une revue scientifique.

## Histoire
Au cours de son histoire, le journal a plusieurs fois changé de nom :
- Comptes rendus hebdomadaires des séances de l'Académie des sciences, 1835-1965  (ISSN 0001-4036)[4]
- Comptes rendus hebdomadaires des séances de l'Académie des Sciences. Série D, Sciences naturelles, 1966-1980  (ISSN 0567-655x)
- Comptes Rendus de l'Académie des Sciences. Series III, Sciences de la vie, 1980-2001  (ISSN 0764-4469 et 0249-6313)[5]